# 오성면
오성면(梧城面)은 대한민국 경기도 평택시에 설치된 면이다.

## 개요
| 1914년 이전   | 1914년 이전                                             | 현재          | 현재   |
| 면            | 리                                                      | 구            | 동     |
| ------------- | ------------------------------------------------------- | ------------- | ------ |
| 수원군 언북면 | 교포(+숙성면 주교동 일부)(+진위군 고두면 교포리·송호리) | 평택시 오성면 | 교포리 |
| 수원군 언북면 | 당거리·안두리·탑현·안원리·동원리                        | 평택시 오성면 | 당거리 |
| 수원군 언북면 | 중대(+고두면 신리)                                      | 평택시 오성면 | 신리   |
| 수원군 언북면 | 창내리                                                  | 평택시 오성면 | 창내리 |
| 수원군 오정면 | 길음리·미촌(+승량면 미촌)(+언북면 홍원)                 | 평택시 오성면 | 길음리 |
| 수원군 오정면 | 주교동 일부·안화·송대                                   | 평택시 오성면 | 안화리 |
| 수원군 오정면 | 대반촌·소반촌·용촌·신촌(+직산군 안중면 송담리 일부)     | 평택시 안중읍 | 대반리 |
| 수원군 오정면 | 대삼정·중삼정·외삼정                                    | 평택시 안중읍 | 삼정리 |
| 수원군 오정면 | 율리(+현암면 언성리 일부)(+포내면 학현리)               | 평택시 안중읍 | 학현리 |
| 수원군 오정면 | 금곡·임촌·관두리(+청룡면 강길리 일부)                   | 평택시 안중읍 | 금곡리 |
| 수원군 오정면 | 안중리·황금리                                           | 평택시 안중읍 | 안중리 |
| 수원군 숙성면 | 숙성리·대조두리·소조두리·월량촌                         | 평택시 오성면 | 숙성리 |
| 수원군 숙성면 | 양교동, 대겸당리                                        | 평택시 오성면 | 양교리 |
| 수원군 숙성면 | 대죽동·소죽동·소겸당리                                  | 평택시 오성면 | 죽리   |

1914년 일제가 행정구역을 개편할 당시 구한말 진위군에 속해있던 고두면의 일부, 즉 신리.공대,교포,안화리와 수원군에 소속되었던 오정면과 숙성면 일원, 포내면의 학현리, 청용면의 강길리 일부, 현덕면의 구복리 등을 병합하여 ‘오정면’의 ‘오’자와 ‘숙성면’의 ‘성’자를 따서 ‘오성면’이라 칭하였다.
1987년 7월 1일 5개리 18개 마을이 평택군 안중출장소로 분리되어 현재의 9개 법정리와 35개 행정리로 구성된 오성면을 형성하였으며, 1995년 5월 10일 통합 평택시 발족으로 평택시 오성면이라 불리고 있으며, 사무소는 오성면 숙성리 129-1번지에 위치하고 있다.

## 법정리
- 숙성리(宿城里): 행정복지센터 소재지.
- 교포리(橋浦里)
- 길음리(吉音里)
- 당거리(堂巨里)
- 신리(新里)
- 안화리(安化里)
- 양교리(梁橋里)
- 죽리(竹里)
- 창내리(倉內里)

## 교육
- 오성초등학교
- 창신초등학교
- 오성중학교